# Canasta (juego)

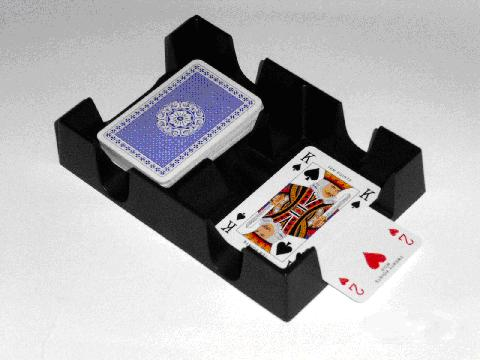
Una bandeja de Canasta utilizada para cortar y tratar.

La canasta o rummy-canasta es un juego de naipes, variante del rummy. El objetivo del juego es crear grupos de cartas del mismo valor, para luego finalizar jugando o descartando todas las cartas de la mano.

## Historia de la canasta
La canasta fue inventada en la ciudad de Montevideo, Uruguay en 1939 (abogado Segundo Santos y arquitecto Alberto Serrato en el Jockey Club de Montevideo). Desde ese momento, se extendió hacia Latinoamérica, y al resto del mundo. En poco tiempo se convirtió en uno de los grandes juegos de sociedad practicado en muchos círculos, cafés y reuniones. Josefina Artayeta de Viel llevó el juego a Nueva York, y a través de los Estados Unidos llegó a Gran Bretaña y al continente europeo. 
En 1949/51, el Manhattan's Regency Club de Nueva York junto con expertos en juegos de Sudamérica, redactó las Leyes Oficiales de la Canasta, que fueron publicadas por las Comisiones Nacionales de Leyes de la Canasta de los Estados Unidos y Argentina.
Muchas variantes de la canasta fueron creadas en la última mitad del siglo XX. Por lo general, estas variantes aumentan el número de cartas usadas, hacen más difícil llevarse la pila de descarte, permite a los jugadores botar dos naipes en cada turno, agregan grupos nuevos de cartas (como escalas) y/o precisan de más de una canasta para poder finalizar la partida.

## Características
La principal característica o fin del juego de La Canasta (a diferencia de otros juegos tipo rummy), es el de formar un grupo de siete cartas llamado Canasta, el cual otorga al jugador un enorme puntaje adicional (bonificación) y en donde el número de Canastas hechas generalmente decide el juego. Otra particularidad es que en La Canasta, cuando un jugador toma cartas de la pila de descarte, se lleva la pila completa, en vez de llevarse solo la primera carta, como ocurre en la mayoría de los otros juegos.
Estas diferencias reglamentarias hacen al juego muy particular. Mientras que en la mayoría de los otros juegos el objetivo es descartarse lo más rápidamente posible, y tener muchas cartas en la mano es considerado malo, el objetivo de La Canasta requiere muchas cartas, por lo que conservar las cartas y llevarse la pila de descarte es usualmente bien provechoso para el jugador.
Existen variantes del juego, desde dos hasta cuatro jugadores, pero la versión original es la de 4 jugadores. Los juegos de 4 y 6 jugadores son juegos de equipo. Las versiones más populares son las de 2 y 4 jugadores.
Se usa la baraja francesa (o inglesa o de póker). Se juega con dos juegos (mazos) de cartas (de 52 cartas por mazo) más los 4 comodines. En total hay 108 naipes. En la variante española se juega con 4 barajas más dos comodines por baraja. En total 216 naipes.
Cada carta tiene un valor específico a saber:
- As (20 puntos)
- 8, 9, 10, J, Q y K (10 puntos)
- 4, 5, 6 y 7 (5 puntos)
- el 3 rojo (corazones o diamantes) Es una carta honorífica, se puede utilizar durante el juego como flor. En cuanto se consigue, se muestra sobre la mesa y se reemplaza por otra carta del mazo. Vale 100 puntos en el caso de haber conseguido por lo menos una canasta a lo largo de la mano; en caso contrario, valdrá 100 puntos en contra. 4 Tres rojos valen 800 puntos.
- el 3 negro (picas y tréboles) se considera tapón, es decir, cuando un jugador coloca un 3 negro en la pila de descarte, el siguiente no puede llevársela. Cada 3 negro que quede en la mano de un jugador vale 100 puntos en contra (negativos).
- el 2 vale 20 puntos (comodines)
- los jokers valen 50 puntos (comodines)

El objetivo del juego consiste en llegar a los 5.000 puntos (partida rápida) o a los 7000 (partida normal o estándar). Para conseguir estos puntos se deben hacer "canastas". Las canastas son grupos de siete cartas del mismo número.

## Canastón o variante española

### Modos
En la variante española existen tres modalidades de juego:
- Individual: Cada jugador juega "solo" y solo cuenta con sus propias cartas.
- Parejas: Cuando hay 4 jugadores, se pueden formar dos equipos (A y B, por ejemplo). Los jugadores se situarán de forma alterna en la mesa de juego. Es decir: A, B, A, B.
- Tríos: Cuando hay 6 jugadores también se pueden formar dos equipos. Igual que en el modo por parejas los jugadores se situarán en la mesa de forma alterna (A, B, A, B, A, B). Cuando hay 6 o más jugadores, en vez de 2 barajas se usarán 4, con dos comodines por baraja, sumando un total de 216 cartas en juego.

### Inicio del juego
Se barajan las cartas y se selecciona a alguno de los jugadores para que empiece. Este jugador es el encargado de repartir 15 cartas a cada jugador y dará la primera carta al jugador de su lado derecho, que va a empezar el juego.
El jugador que reparte será el encargado de "cortar" el mazo, si el jugador que corta, corta exacto (15 cartas por cada jugador), se le bonificará con 100 puntos (pero que solo serán positivos si hace una canasta, si no serán negativos).
Antes de empezar, el que repartió preguntará a los jugadores si tienen tres rojos empezando por la persona que recibió la primera carta. De ser así, los mostrarán y los depositarán sobre la mesa, a su lado, y robarán del mazo tantas cartas como tres rojos tengan.
Después de repartir las 15 cartas a cada jugador, el que reparte colocará 6 cartas apiladas sobre la mesa boca abajo y encima de estas colocará una boca arriba, si esta carta es AS, 2, 7 o joker se pondrá otra carta boca abajo y nuevamente una boca arriba si vuelve a salir un "premio" (AS, 2, 7 o joker) se hará lo mismo. Estas 7 o más cartas configuran el "montón" inicial.

### Mecánica del juego
Al picar exacto son 700 puntos, solo si hace canasta.
El jugador que empieza puede llevarse el pozo en la primera vuelta, pero los demás hasta la segunda vuelta. 
Cómo tomar el pozo. Para poder tomar el pozo es necesario poder combinar su carta superior inmediatamente. Esta combinación, formada por las cartas que se tienen en la mano y la carta superior del pozo, quedará expuesta en la jugada en la que se toma el pozo.
Cuando se toma el pozo por primera vez en el curso de un juego parcial es necesario tener, por lo menos, dos cartas iguales a la superior del pozo. Es decir, la primera vez que se toma el pozo no puede hacerse con una carta natural y un comodín. Esta condición no rige después de la primera toma del pozo a lo largo del juego parcial, excepto si el pozo está premiado.
Para tomar el pozo también es necesario que uno de los dos miembros de la pareja haya salido, aunque estas dos jugadas -tomar el pozo y salir- pueden ser simultáneas y realizarse con las mismas cartas, incluyéndose la superior del pozo en la valoración de las cartas expuestas que se precisan para la salida
Después de la primera toma, el pozo se puede tomar en cualquier turno si su carta superior es igual a alguna canasta o combinación de las que tienen los jugadores de la pareja a la que corresponde el turno de juego.
En caso de bajar cartas para robar el pozo o para sumar puntos y que el compañero(Canasta de a pareja) pueda robar el pozo, se necesita bajar más cartas que comodines.

Nota: El 3 negro se usa como tapón. Cuando un jugador lo tira al pozo, el siguiente no puede llevarse el pozo, tiene que llevarse una carta del mazo y jugar habitualmente. También es posible usar un comodín como tapón. Cuando un jugador lance un comodín al pote se colocará atravesado y el pozo quedará "cruzado", "castigado" o "vulnerado". A partir de ese momento y hasta que alguien se lleve el pozo, serán necesarias tres cartas del mismo número para poderse llevar el pozo.

### Abrirse
Al principio todos los jugadores tienen todas las cartas en la mano. Pero a medida que se van llevando el pozo es obligatorio que se "abran": deben poner cartas sobre la mesa. Para abrirse se requiere un determinado número de puntos en la mano que se deben poner sobre la mesa, que dependerá del puntaje que tenga el jugador o la pareja de jugadores al inicio de la partida, según el siguiente cuadro:
| puntos de partido  | límite del informe inicial |
| menos del 0 puntos | 15 puntos                  |
| 0 a 1495 puntos    | 50 puntos                  |
| 1500 a 2995 puntos | 90 puntos                  |
| 3000 a 4995 puntos | 120 puntos                 |

Al abrirse, el jugador tiene que poner las cartas sobre la mesa en grupos de 3 o más cartas e intentará completar las 7 necesarias para la canasta.
En el caso de los comodines, se tienen que bajar 3.
Se pueden bajar dos cartas con un comodín. En las canastas, siempre tiene que haber un número mayor de cartas del mismo número que comodines, es decir que cada canasta solo admite 3 comodines, excepto la canasta del n.º 2 que admite todos los comodines que queramos poner.
La otra manera de tener los puntos además de con naipes es teniendo una "canasta oculta". Todas las cartas abiertas cuentan en positivo, a partir de que se haga una canasta. Si se cierra la mano y el jugador se ha abierto, pero no ha hecho ninguna canasta, todas contarán en negativo.
En la modalidad de parejas o tríos, cuando un jugador se abre, el otro integrante (o integrantes) del equipo pueden completar las canastas del primer jugador con las propias cuando llegue su turno.
Nota: Es obligatorio para el jugador abrirse cuando se lleva el pozo, pero no es necesario llevarse el pozo para abrirse. También es válido que cualquier jugador, en su turno, se abra sin llevarse el pozo, pero esto sólo tiene sentido en la modalidad por parejas o tríos.

### Tipos de canastas
Una canasta es un grupo de siete cartas del mismo número. Existen los siguientes tipos:
- "Corte Rápido" si obteniendo las cartas necesarias al comienzo del juego esta en condiciones de finalizar. El jugador en turno obtendrá 300 puntos.
- Limpia: canasta de 7 cartas de números iguales, sin comodines. Vale 500 puntos.
- Sucia: canasta de 7 cartas con 4, 5 o 6 cartas del mismo número más 1, 2 o 3 comodines. (Nota: En una canasta no puede haber más comodines que cartas comunes). Vale 300 puntos.
- Oculta: hasta de 7 cartas (limpia o sucia) que se realiza en la mano, sin mostrar ninguna carta. Cuando se pone sobre la mesa se indica con una carta cruzada, puesta de forma transversal, para diferenciarla de las canastas normales. Vale 1000 puntos.
- De comodines sucia: canasta de 7 comodines, combinando jokers con dos. Vale 2000 puntos.
- De comodines limpia: canasta de 7 comodines iguales: 7 dos o 7 jokers(los 7 jokers son 4 mazos). Vale 3000 puntos.
- Canasta a lo gusto: Canasta realizada con los 3 negros. Gana el partido
- Terremoto : Terminar un juego sin bajar cartas a la mesa, antes tener que robar una carta del mazo para el siguiente turno poder dar por terminado el juego.

Es importante mencionar que para que los puntos bonificables de una escala sean contabilizados, el jugador deberá tener mínimo una canasta.
Una vez conformada una canasta, ese número se considerará tapa, no pudiendo ninguno de los jugadores (tanto el que realizó la canasta como los demás)  robar el pozo en lo que resta de la mano cuando ese número esté en el tope del pozo.

### Bonificaciones especiales
Cuando un jugador (pareja o trío) consigue 5 canastas, se bonifica al jugador con 500 puntos extra.
Cuando un jugador (pareja o trío) consigue 7 canastas, se bonifica al jugador con 2000 puntos extra.
Por cada 3 rojo se bonifica con 100 puntos.
Cuando se consiguen 4 tres rojos se bonifica con 800 puntos.
Para contar las bonificaciones de los tres rojos es necesario tener al menos una canasta cuando termine la partida ("mano"). Si no, esos puntos se cuentan en negativo.

### Fin del juego
Un jugador (pareja o trío) gana el juego cuando llega a 5.000 puntos. Puede hacerlo en una sola "mano" o en varias. 
Para cerrar cada "mano" es necesario tener por lo menos una canasta limpia y otra sucia, todas las cartas ligadas sobre la mesa (en grupos de 3 a 7 cartas) y una carta sobrante para cerrar  , que lanzará sobre el pote boca abajo. O también puedes cerrar la mano ultizando todas las cartas de tu mano sin necesidad de la carta sobrante sola. Se puede cerrar la partida en la mano siguiente de cerrar la canasta limpia.
Al terminar cada mano, se contarán los puntos obtenidos con las canastas más las bonificaciones. Además, cada jugador tomará todas sus cartas (excepto los tres rojos, que se contabilizan una sola vez) y sumará los puntos de cada una de ellas. Ejemplo: Una canasta limpia de Q vale 500 puntos, pero al terminar la mano se tomarían esas Q y se contarían esos puntos individualmente. Cada Q vale 10 puntos, por lo tanto se sumarían 70 puntos más. Al contar los puntos se suman todas las cartas que se encuentren ligadas sobre la mesa.
Las cartas que un jugador se quede en la mano cuando otro cierre, cuentan en negativo. Ejemplo: Si al cerrar la mano un jugador, otro tiene 5 Q en la mano (no sobre la mesa) se le restarían 50 puntos en negativo. Además, al jugador que cierra se le bonifica con 200 puntos.
En caso de que más de un jugador supere los 5.000 puntos, ganará aquel que tenga la puntuación más alta.
En la modalidad de parejas o tríos se suman todos los puntos del equipo, no individualmente.

## Canasta
Existe otra alternativa también muy conocida que es la que suele conocerse propiamente como canasta.
Las diferencias básicas se enumeran a continuación:
- Se toma una carta del mazo.
- La partida es a 5.000 puntos. Los puntos necesarios para abrirse en este caso son 15 (estando en puntos negativos), 50 (de 0 a 1495), 90 (de 1500 a 2995) o 120 (de 3000 en adelante). Si se cierra de golpe (con canasta oculta incluida), no es necesario tener el mínimo de puntos estipulado.
- Se reparten 11 cartas por jugador de inicio.
- 500 puntos negativos por no contar
- Los tres rojos se despliegan en el momento en que el jugador tiene su turno, no todos juntos al principio.
- Es necesario solo cerrar una canasta (limpia o sucia) para entrar en puntos positivos y para poder cerrar un juego parcial.
- Las canastas de As valen 800 (limpia) y 500 (sucia).
- Se puede cerrar un juego parcial sin poner la carta final en la pila de descartes, utilizándola en las propias combinaciones.
- Añadir un comodín a una canasta limpia ya cerrada la convierte en sucia.
- Desplegar una combinación con los 3 tres negros en el momento del cierre del juego parcial da una bonificación de 500 puntos. De la misma forma, tener los 3 tres negros en la mano en el momento del cierre penaliza con 500 puntos.
- Una vez se ha empezado una canasta de comodines, todos los comodines de la pareja deberán ir a la canasta hasta que se logre cerrar.
- Cerrar una canasta de comodines hace entrar a la pareja en puntos positivos, pero sigue siendo necesario cerrar una canasta adicional para poder cerrar el juego parcial.
- Si la carta inicial de la pila de descartes es un comodín (joker o 2) o 3 rojo, se saca otra carta y así sucesivamente hasta que no sea ninguna de las anteriores. En este caso, la pila ya estaría "premiada", por lo que sería necesario robarla con al menos un trío.
- Al jugar con dos barajas de reverso de color diferente, si un jugador recibe las 11 cartas del mismo reverso gana 100 puntos. Estos puntos se otorgan inmediatamente, por lo que, por ejemplo, podrían ser motivo de victoria sin tener que jugar ese juego parcial o también podrían hacer pasar a una pareja de los puntos para abrirse con puntuación más alta.
- Se puede levantar el poso con 1 carta y mono o con 2 cartas
- La pila de descartes solo puede contener como máximo 6 honores (joker, comodín-2 y tres rojo). Cuando se alcanzan los 6, ya no se podrá utilizar ninguna de esas cartas como tapón. Como regla especial curiosa, una pila taponada con el 2 de corazones puede ser robada con 2 jotas (o tres, si la pila ya estaba anteriormente premiada).
- Cerrar un juego parcial otorga 100 puntos.
- Cerrar de golpe de mano sin apoyarse en el compañero otorga 1000 puntos (500 si es apoyándose en el compañero). Hacer lo mismo en el transcurso del juego da 500 puntos sin apoyarse (o 200 apoyándose).
- Se debe preguntar al compañero sobre la conveniencia o no de cortar el juego y se le debe obedecer sin objetar. En caso de no poder realizar el corte se debe mostrar el juego o recibir una penalización de 100 puntos.

Picada exacta, al picar exacto se suma 700 puntos, de no hacer canasta, se descontara..